# Rodney Jenkins
Enis Rodney Jenkins (Middleburg, 3 de julio de 1944-Maryland, 5 de diciembre de 2024) fue un jinete estadounidense que compitió en la modalidad de salto ecuestre. Ganó dos medallas de plata en los Juegos Panamericanos de 1987, en las prueba individual y por equipos.

## Palmarés internacional
| Juegos Panamericanos | Juegos Panamericanos          | Juegos Panamericanos | Juegos Panamericanos |
| Año                  | Lugar                         | Medalla              | Categoría            |
| -------------------- | ----------------------------- | -------------------- | -------------------- |
| 1987                 | Indianápolis (Estados Unidos) | Medalla de plata     | Individual           |
| 1987                 | Indianápolis (Estados Unidos) | Medalla de plata     | Por equipos          |